# Paul Le Mat
Paul Le Mat est un acteur américain né le 22 septembre 1945 à Rahway, New Jersey (États-Unis).
Il est surtout connu pour le rôle de John Milner dans les films American Graffiti et American Graffiti, la suite.

## Filmographie

### Cinéma
- 1973 : American Graffiti : John Milner
- 1975 : Aloha, Bobby and Rose : Bobby
- 1977 : Citizens Band : Spider
- 1979 : American Graffiti, la suite (More American Graffiti) : John Milner
- 1980 : Melvin and Howard : Melvin Dummar
- 1981 : La Vallée de la mort (Death Valley) : Mike
- 1983 : Rock & Rule : Omar (voix)
- 1983 : Les envahisseurs sont parmi nous (Strange Invaders) : Charles Bigelow
- 1987 : Le Bras de fer (P.K. and the Kid) : Kid Kane
- 1987 : The Hanoi Hilton : Earl Hubman
- 1987 : Private Investigations (P.I. Private Investigations) : L'inspecteur Wexler
- 1989 : Grave Secrets : David Shaw
- 1989 : Easy Wheels : Bruce
- 1989 : Veiled Threat : Jack Purcell
- 1989 : Puppet Master : Alex Whitaker (vidéo)
- 1991 : Wishman : Basie
- 1992 : Chrome, romance et rock'n roll (Deuce Coupe) : Le shérif
- 1994 : Deep Down : Ray
- 1994 : Liaison trouble (Caroline at Midnight) : Emmet
- 1995 : Sensations (Sensation) : Mitch Snyder
- 1998 : American History X : McMahon
- 1999 : The Outfitters : Robby
- 2001 : Big Bad Love : Monroe
- 2004 : L'Histoire (Stateside) : Dori's Internist
- 2009 : Cyborg Conquest : Elliot Davros

### Télévision

#### Téléfilms
- 1973 : Firehouse : Billy Dalzell
- 1982 : Le Choix d'une vie (The Gift of Life) : Dwayne Sutton
- 1982 : Jimmy the Kid : John Dortmunder
- 1984 : Autopsie d'un crime (The Burning Bed) : Mickey Hughes
- 1984 : La Nuit où l'on a sauvé le père Noël : Michael Baldwin
- 1986 : Sur les ailes de l'aigle (On Wings of Eagles) : Jay Coburn (mini-série)
- 1986 : Long Time Gone : Nick Sandusky
- 1987 : L'agonie des lâches (Into the Homeland) : Derrick Winston
- 1988 : Secret Witness : Kurt
- 1989 : L'Assassin de mes nuits (Blind Witness) : L'inspecteur Mike Tuthill
- 1992 : In the Line of Duty: Siege at Marion : Doug Bodrero
- 1992 : Prisonnière de son passé (Woman with a Past) : Merle
- 2004 : Une leçon de courage (The Long Shot') : Guido Levits